# Gert-Dietmar Klause
Gert-Dietmar Klause (n. 25 martie 1945, Auerbach/Vogtl., Saxonia, Germania Nazistă) este un schior de fond german, medaliat olimpic. A participat la 3 ediții ale Jocurilor Olimpice (1968, 1972, 1976) în care a câștigat o medalie de argint.